# Chiusanico
Chiusanico är en ort och kommun i provinsen Imperia i regionen Ligurien i Italien. Kommunen hade 580 invånare (2018).